# Jean-Guillaume de Winter
Jean-Guillaume de Winter, de son nom de naissance Jan Willem de Winter, né le 23 mars 1761 à Kampen (Pays-Bas) et mort le 2 juin 1812 à Paris, est un amiral puis général néerlandais de la Révolution et de l’Empire.

## Biographie
De Winter se lie au parti patriote qui s'oppose violemment à la politique du stathouder Guillaume V d'Orange-Nassau, mais l'aide prussienne permet à celui-ci de se défaire des patriotes en 1787, entraînant leur exode massif. Approuvant la Révolution française, Jean-Guillaume de Winter se réfugie alors en France.
En 1795, il rentre dans les provinces néerlandaises dans l'armée de Pichegru avec le grade de général de brigade ; il s'illustre lors de la capture de la flotte hollandaise au Helder, lorsque Pichegru l'envoie à pied avec des troupes sur la mer gelée prendre possession de 15 vaisseaux de guerre hollandais immobilisés par la glace — l'hiver 1794-1795 est notablement rude. En mai 1797, il perd la bataille de Camperdown face à la flotte britannique.
Il devient en 1798 ministre plénipotentiaire de la République batave à Paris. Louis Bonaparte, devenu roi de Hollande, le fait maréchal, comte de Huessen (en Hollande) et commandant en chef de ses armées de terre et de mer.
Napoléon le nomme successivement officier de la Légion d'honneur, inspecteur général des côtes de la mer du Nord, commandant en chef des forces navales réunies au Texel et enfin comte de l'Empire.
Il tombe malade en 1812 et doit transmettre le commandement en chef à l'amiral Ver-Huell.
Jean-Guillaume de Winter meurt le 2 juin 1812 à Paris. Des obsèques nationales ont lieu au temple protestant de l'Oratoire du Louvre, puis il est inhumé au Panthéon de Paris. Son cœur est conservé dans une urne, dans l'église Saint-Nicolas (Bovenkerk) de ville natale de Kampen. Bien qu'il y fût honoré, son attitude lui a valu d'être considéré comme un traître aux Pays-Bas.

## Décoration
- Officier de la Légion d'honneur

## Sources
- Notice biographique au Panthéon de Paris.
- Biographie étrangère, ou galerie universelle, Historique, civile, militare, politique et littéraire, tome 2, Alexis Eymery libraire éditeur, 1819, 458 p. (lire en ligne), p. 266.
- Vicomte Révérend, Armorial du premier empire, tome 4, Honoré Champion, libraire, Paris, 1897, p. 403.